# Saławat
Saławat (ros. Салават, baszk. Салауат / Salawat) – miasto w Baszkortostanie (Rosja), nad Biełą. Populacja w mieście wynosi ok. 150 500 (2020).
W mieście rozwinął się przemysł rafineryjny, petrochemiczny, maszynowy, materiałów budowlanych oraz szklarski.